# Església de Sant Geronci de Monenh
L'església de Sant Geronci (occità: glèisa de Sent Gironç) és una església d'estil gòtic flamíger situada a la localitat bearnesa de Monenh, al departament francès dels Pirineus Atlàntics. Va ser construïda a cavall dels segles XV i XVI i està dedicada a Sant Geronci d'Hagetmau.
Va ser classificada com a monument històric el 7 d'agost de 1913. Les seves imponents dimensions la converteixen en l'església gòtica més gran del Béarn, tot i que la seva particularitat més destacada la conforma l'estructura de la cobertura: feta amb un esquelet de duramen de roure, recorda la forma d'un doble casc de vaixell bolcat.

## Història

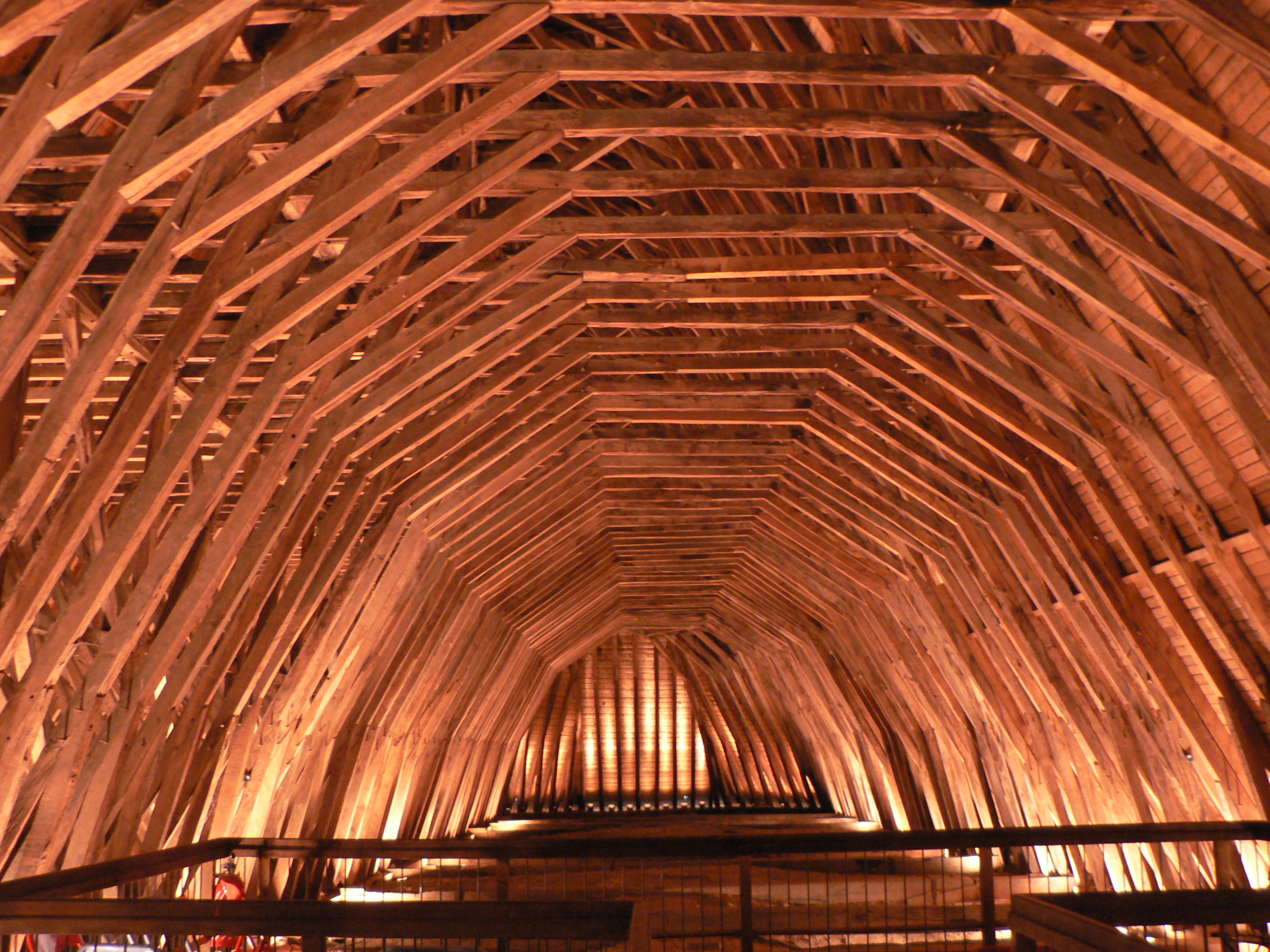
Estructura de fusta de la teulada.

Al segle xvi, Monenh era un poble que creixia amb més de 5.000 habitants, o 850 "focs vius" (hoec vius, en els textos administratius bearnesos de l'època), mentre que a Pau, actual capital del departament, només tenia 700 habitants, tal com indiquen els " recomptes” (cens a efectes fiscals) del Bearn. L'antiga església de Sant Pée (Sent Pèir en occità contemporani), d'estil romànic, s'havia quedat massa petita i es va decidir construir-ne una de més gran just al costat d'una abadia secular, avui desapareguda.
Monenh també era un poble ric, ja que s'hi pagaven més impostos que a Ortès i Auloron junts i era un dels municipis més grans del Bearn, ja que incloïa els pobles de Cuqueron i Cardessa. Les dimensions de la nova església serien proporcionals a la riquesa del poble.

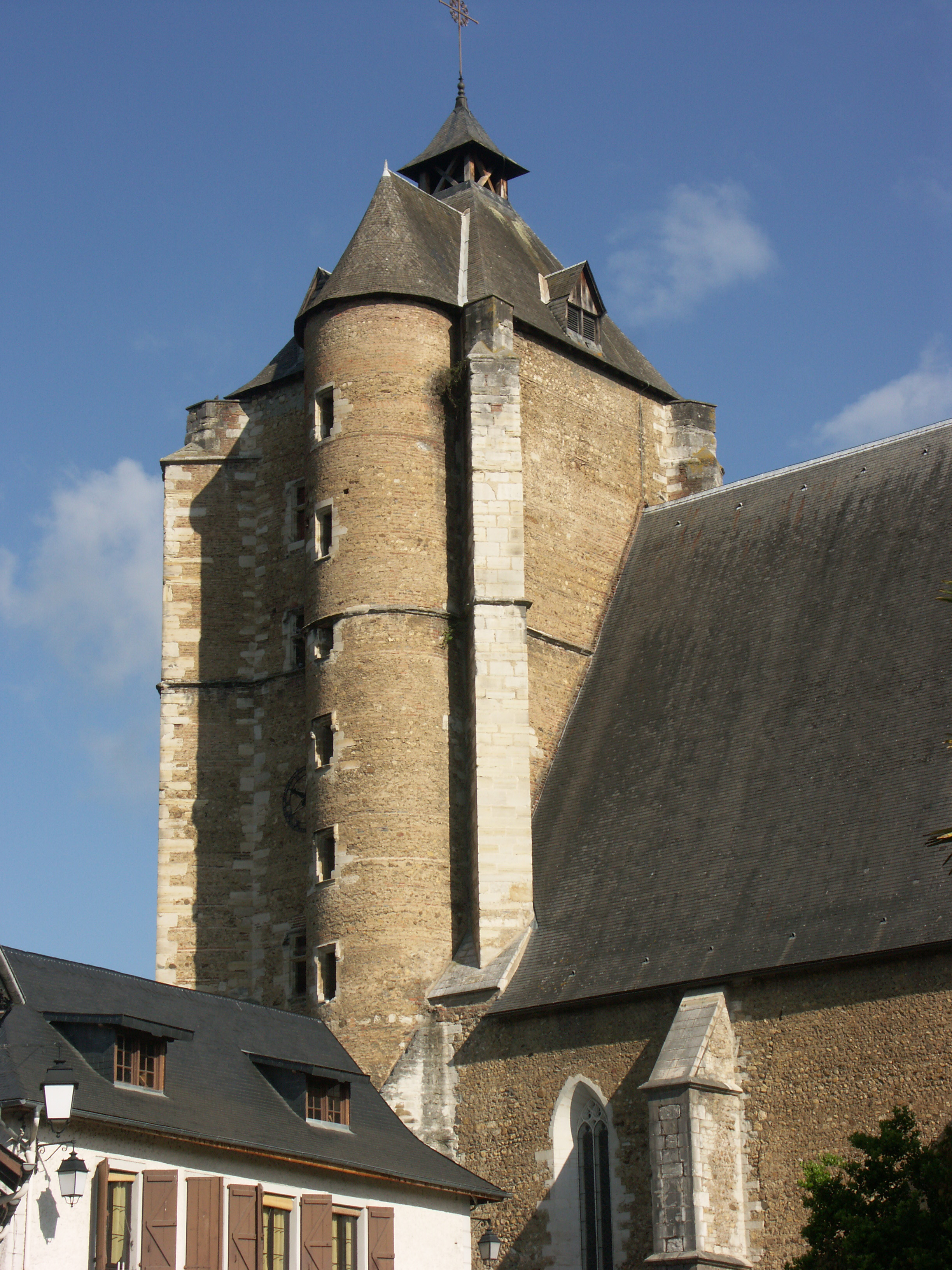
Campanar.

Es va començar a construir el 1464 i es va acabar el 1530. Durant 70 anys, els habitants van finançar l'obra amb nombrosos impostos i van construir l'edifici amb les seves pròpies mans. Però la realització de l'esquelet de fusta del sostre va ser confiada, a partir de 1464, als cagots, artesans que, malgrat el seu extraordinari saber fer, vivien totalment exclosos de la societat.
La reina de Navarra, Joana d'Albret, va transformar l'església en un temple protestant despullant-la dels seus mobles i amenaçant amb destruir-la davant l'hostilitat de la població, que continuava sent catòlica. No obstant això, es va salvar i va tornar al culte catòlic quan va ser restaurat per l'Edicte d'Integració del Bearn promulgat pel rei Lluís XIII de França (que en aquell moment era també Lluís I de Navarra).
Posteriorment, l'església va ser moblada de nou i avui encara conserva mobles barrocs, com ara un gran retaule i orgues tolosans del segle xvii.
L'església de Saint-Girons va ser restaurada a finals del segle xx.

## Descripció

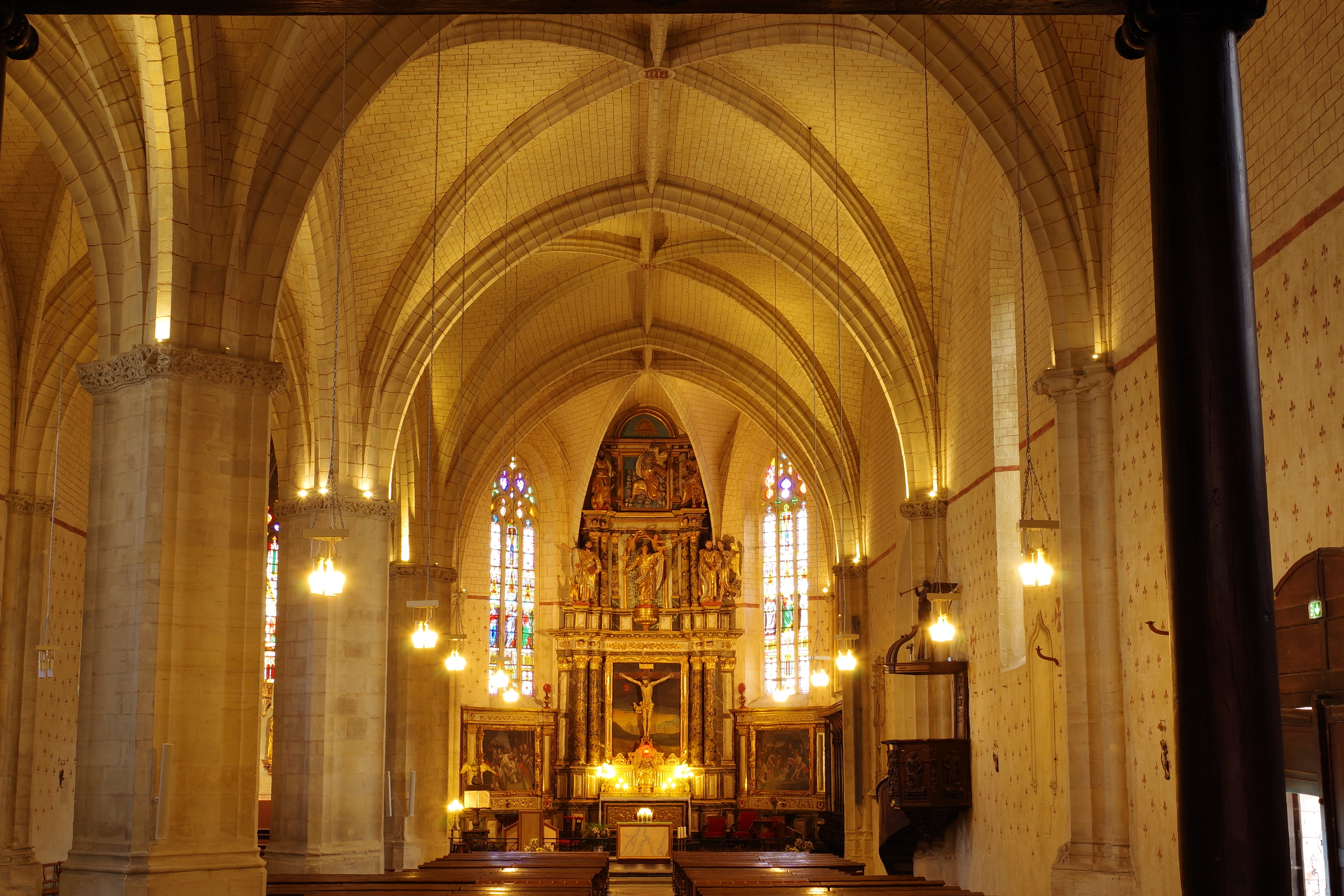
Interior de la nau principal.

L'església de Sant Geronci de Monenh és un edifici longitudinal de dues naus i sense transsepte, que mesura més de 61 m de llarg, 16 m d'amplada i 31 m d'alçada. És més gran que les dues catedrals que hi ha al Bearn: la de Lescar i la d'Auloron Senta Maria.
Té un campanar de dimensions impressionants. Amb unes dimensions de 6 x 6 m, està reforçat als angles per potents contraforts aixecats en angle, i que arriba fins als quaranta metres d'alçada. Un penell corona la cuculla.